# Granice Jurkowskie
Granice Jurkowskie – część miasta Czchów w Polsce położonego w woj. małopolskim, w powiecie brzeskim.
Leży na północ od czchowskiej starówki, w widłach ulic Górnej i Bulandy.
Dawniej samodzielna wieś i gmina jednostkowa. W latach 1975–1998 należała administracyjnie do województwa tarnowskiego.